# Incidente del 19 de mayo
Se conoce como Incidente del 19 de mayo o Incidente 5.19 (五一 九 事件 en chino) en chino a un partido de la eliminatoria asiática para la Copa Mundial de la FIFA 1986 entre las selecciones de China y Hong Kong jugado el 19 de mayo de 1985 en Pekín, notable porque el resultado sorpresivo causó una profunda insatisfacción y vandalismo entre los fanáticos del fútbol de China continental.
Necesitando una victoria para avanzar, Hong Kong logró una impresionante victoria por 2-1 para eliminar a la favorita China con goles de Cheung Chi Tak en el minuto 19 y Ku Kam Fai en el minuto 60. El árbitro hindú Melvyn D'Souza dirigió el partido, que fue descrito por los comentaristas en ese momento como jugado de una manera inusualmente intensa. Los aficionados locales descontentos se amotinaron en el Estadio de los Trabajadores después del partido, y se necesitaba a la Policía Armada Popular para restablecer el orden. Debido a lo que está en juego, el partido se clasifica como uno de los más notables en la rivalidad entre las selecciones nacionales de fútbol de China y Hong Kong.

## Antecedentes
China fue el subcampeón de la Copa Asiática de 1984 y se esperaba que fuera el equipo más fuerte en su grupo de primera ronda de clasificación para la Copa Mundial de la FIFA de 1986, Zona B, de la AFC. China y Hong Kong se habían enfrentado anteriormente en el torneo, jugando un empate sin goles en Hong Kong. Entraron al partido final empatados a puntos (9). Sin embargo, China mantuvo la ventaja en el diferencial de goles (+22 sobre +16 de Hong Kong) debido a mayores márgenes de victoria sobre los otros dos equipos del grupo, Brunéi y Macao. Por lo tanto, para avanzar a la siguiente ronda, Hong Kong necesitaría una improbable victoria a domicilio en la capital china mientras que China necesitaba ganar o empatar.

## El partido

### Resumen
Ante 80.000 aficionados congregados en el Estadio de los Trabajadores en Beijing, el equipo chino comenzó el juego a la ofensiva, decidido a lograr una victoria en lugar de un empate y finalmente clasificarse de manera dominante. Sin embargo, aunque los anfitriones se quedaron vacíos al principio, fue Hong Kong quien asestó el primer golpe sorprendente en el minuto 19. Durante un tiro libre, Wu Kwok Hung puso el balón sigilosamente detrás de él para el defensa Cheung Chi Tak, quien desde fuera del área de penalti lanzó un disparo que superó al portero chino Lu Jianren en la esquina superior, haciendo el marcador 1-0 en favor de los visitantes. Sin inmutarse, China aumentó la presión y empató doce minutos después cuando Li Hui anotó en un rebote después de que el arquero de Hong Kong, Chan Wan Ngok, no pudo asegurar un tiro inicial. Sin embargo, los jugadores chinos sorprendentemente volvieron al ataque en la segunda mitad, permitiendo más oportunidades ofensivas para el equipo de Hong Kong, que culminó cuando Ku Kam Fai anotó un intento de rebote para poner a Hong Kong en ventaja nuevamente después de 60 minutos. Durante la última media hora de juego, China disparó varios tiros a puerta en una lucha desesperada por el empate, pero nunca llegó y Hong Kong abandonó el terreno de juego con una histórica victoria por 2-1.

### Detalles
| 19 de mayo de 1985 | China      | 1:2 (1:1) | Hong Kong                           | Estadio de los Trabajadores, Beijing,                              |                                                                    |
|                    | Li Hui 31' |           | Cheung Chi Tak 19' · Ku Kam Fai 60' | Asistencia: 80.000 espectadores Árbitro(s): Melvyn D'Souza (India) | Asistencia: 80.000 espectadores Árbitro(s): Melvyn D'Souza (India) |

|  |  |

| CHINA          |    |                  |     |     |
|                |    |                  |     |     |
| POR            | 1  | Lu Jianren       |     |     |
| DEF            | 2  | Zhu Bo           |     |     |
| DEF            | 4  | Jia Xiuquan      |     |     |
| DEF            | 3  | Lin Lefeng       |     |     |
| DEF            | 2  | Lü Hongxiang     |     |     |
| MED            | 10 | Lin Qiang        |     |     |
| MED            | 6  | Li Hui           | 64' |     |
| MED            | 8  | Wang Huiliang    |     | 70' |
| DEL            | 11 | Gu Guangming     |     |     |
| DEL            | 9  | Yang Zhaohui     |     |     |
| DEL            | 7  | Zuo Shusheng (c) |     | 38' |
| Sustituciones: |    |                  |     |     |
| DEL            |    | Li Huajun        |     | 38' |
| MED            |    | Zhao Dayu        |     | 70' |
| Entrenador     |    |                  |     |     |
| Zeng Xuelin    |    |                  |     |     |

| HONG KONG      |  |                    |     |     |
|                |  |                    |     |     |
| POR            |  | Chan Wan Ngok      |     |     |
| DEF            |  | Cheung Chi Tak     |     |     |
| DEF            |  | Leung Sui Wing (c) |     |     |
| DEF            |  | Lai Lo Kau         |     |     |
| DEF            |  | Yu Kwok Sum        | 21' |     |
| MED            |  | Wong Kwok On       |     |     |
| MED            |  | Ku Kam Fai         |     |     |
| MED            |  | Wu Kwok Hung       |     |     |
| MED            |  | Chan Fat Chi       |     | 73' |
| DEL            |  | Lau Wing Yip       |     |     |
| DEL            |  | Wan Chi Keung      |     | 85' |
| Sustituciones: |  |                    |     |     |
| DEF            |  | Tam Yu Wah         |     | 73' |
| DEF            |  | Philip Reis        |     | 85' |
| Entrenador:    |  |                    |     |     |
| Kwok Ka Ming   |  |                    |     |     |

## Después del partido
Hong Kong avanzó a la Segunda Ronda de la Zona B, donde se enfrentó a Japón en un duelo de dos partidos. Permitieron rápidamente dos goles en el partido de ida en Japón, y finalmente cayeron 3-0. Lo hicieron mejor en el partido de vuelta en casa, pero fallaron un penalti y perdieron 2-1. Japón avanzó a la Ronda final de la Zona B con 5-1 en el marcador global.
Para China, el resultado representó otro revés frustrante en su búsqueda por clasificarse para su primera Copa del Mundo. En el torneo de clasificación para la edición de 1982, habían perdido ante Nueva Zelanda por el mismo marcador en un partido de desempate para clasificarse para la Copa del Mundo. No sería hasta 2002 que China finalmente se clasificaría para su primera Copa Mundial de la FIFA.
Este partido también desembocó en "el primer incidente de vandalismo en el fútbol en la historia de la República Popular China". Mientras que el equipo de Hong Kong recibió una bienvenida de héroes a su regreso, los fanáticos descontentos de China se amotinaron en el Estadio de los Trabajadores y sus alrededores después del partido, y la Policía Armada Popular fue necesaria para restablecer el orden. 127 personas fueron detenidas. Zeng Xuelin, entrenador de la selección nacional china, y Li Fenglou, presidente de la Asociación China de Fútbol, dimitieron tras el incidente.